# 罗甸地皮消
罗甸地皮消（学名：Pararuellia cavaleriei）为爵床科地皮消属的植物，为中国的特有植物。分布于中国大陆的云南、贵州、广西等地，生长于海拔150米至1,400米的地区，多生在草坡或疏林下，目前尚未由人工引种栽培。